# Louis van den Bogert
Louis van den Bogert (Utrecht, 14 februari 1924 – Utrecht, 20 november 2002) was een Nederlands voetballer die als middenvelder speelde.

## Spelersloopbaan
Na de oorlogsjaren veroverde hij een vaste plek op het middenveld van DOS. Daar vormde hij samen met zijn drie maanden oudere neef Henk Temming jarenlang een sterk koppel.
DOS kende in die periode een goede lichting voetballers. De 'kanaries' grepen in het seizoen 1953/54 het kampioenschap in de Eerste klasse B. In de strijd om de landstitel eindigde DOS als tweede achter Eindhoven.
Na dat succesvolle jaar viel het elftal uit elkaar omdat vijf spelers overstapten naar de nieuwe profclub BVC Utrecht. Louis van den Bogert was er in augustus 1954 vanaf de start van de beroepscompetitie van de NBVB hij. Henk Temming kwam twee maanden later.
Toen de NBVB en KNVB in november 1954 fuseerden, werden de voetballende Utrechtse neven gescheiden. Van den Bogert ging met de meeste spelers van BVC Utrecht over naar Elinkwijk waaraan de proftak was gelieerd. Temming besloot als enige terug te gaan naar zijn vorige club DOS. Van den Bogert volgde een jaar later ook. Daarna brak de gouden periode van DOS aan met als hoogtepunt het kampioenschap in de Eredivisie in 1958.
Tot op 38-jarige leeftijd kwam Van den Bogert uit voor DOS. Hij stopte in 1962 maar keerde vier jaar later terug als trainer.    

## Interlandcarrière

### Nederland
Op 25 november 1951 debuteerde Van den Bogert voor het Nederlands voetbalelftal in een vriendschappelijke thuiswedstrijd tegen België (6–7 verlies).
| Interlands van Louis van den Bogert voor Nederland | Interlands van Louis van den Bogert voor Nederland | Interlands van Louis van den Bogert voor Nederland | Interlands van Louis van den Bogert voor Nederland | Interlands van Louis van den Bogert voor Nederland | Interlands van Louis van den Bogert voor Nederland |
| №                                                  | Datum                                              | Wedstrijd                                          | Uitslag                                            | Soort Wedstrijd                                    | Doelpunten                                         |
| Als speler bij VV DOS                              | Als speler bij VV DOS                              | Als speler bij VV DOS                              | Als speler bij VV DOS                              | Als speler bij VV DOS                              | Als speler bij VV DOS                              |
| -------------------------------------------------- | -------------------------------------------------- | -------------------------------------------------- | -------------------------------------------------- | -------------------------------------------------- | -------------------------------------------------- |
| 1                                                  | 25 november 1951                                   | Nederland - België                                 | 6 – 7                                              | Vriendschappelijk                                  | 0                                                  |
| 2                                                  | 7 maart 1953                                       | Nederland - Denemarken                             | 1 – 2                                              | Vriendschappelijk                                  | 0                                                  |
| 3                                                  | 22 maart 1953                                      | Nederland - Zweden                                 | 1 – 2                                              | Vriendschappelijk                                  | 0                                                  |

## Carrièrestatistieken
| Seizoen         | Club            | Land            | Competitie            | Competitie | Competitie | Beker | Beker | Internationaal | Internationaal | Overig | Overig | Totaal | Totaal |
| Seizoen         | Club            | Land            | Competitie            | Wed.       | Dlp.       | Wed.  | Dlp.  | Wed.           | Dlp.           | Wed.   | Dlp.   | Wed.   | Dlp.   |
| --------------- | --------------- | --------------- | --------------------- | ---------- | ---------- | ----- | ----- | -------------- | -------------- | ------ | ------ | ------ | ------ |
| 1945/46         | DOS             | Nederland       | Eerste klasse West I  | –          | 2          | –     | 0     | 0              | 0              | 0      | 0      | –      | 2      |
| 1946/47         | DOS             | Nederland       | Eerste klasse West II | –          | 2          | –     | 0     | 0              | 0              | 0      | 0      | –      | 2      |
| 1947/48         | DOS             | Nederland       | Eerste klasse West II | –          | 1          | –     | 0     | 0              | 0              | 0      | 0      | –      | 1      |
| 1948/49         | DOS             | Nederland       | Eerste klasse West I  | 20         | 2          | –     | 0     | 0              | 0              | 0      | 0      | 20     | 2      |
| 1949/50         | DOS             | Nederland       | Eerste klasse West I  | 17         | 4          | –     | 0     | 0              | 0              | 0      | 0      | 17     | 4      |
| 1950/51         | DOS             | Nederland       | Eerste klasse B       | 17         | 2          | –     | 0     | 0              | 0              | 0      | 0      | 17     | 2      |
| 1951/52         | DOS             | Nederland       | Eerste klasse B       | 21         | 3          | –     | 0     | 0              | 0              | 0      | 0      | 21     | 3      |
| 1952/53         | DOS             | Nederland       | Eerste klasse A       | 19         | 4          | –     | 0     | 0              | 0              | 0      | 0      | 19     | 4      |
| 1953/54         | DOS             | Nederland       | Eerste klasse B       | 24         | 4          | –     | 0     | 0              | 0              | 0      | 0      | 24     | 4      |
| 1954/55         | BVC Utrecht     | Nederland       | NBVB                  | 10         | 0          | –     | –     | 0              | 0              | 0      | 0      | 10     | 0      |
| 1954/55         | Elinkwijk       | Nederland       | Eerste klasse B       | 26         | 0          | –     | –     | 0              | 0              | 0      | 0      | 26     | 0      |
| 1955/56         | DOS             | Nederland       | Hoofdklasse A         | 33         | 3          | –     | –     | 0              | 0              | 0      | 0      | 33     | 3      |
| 1956/57         | DOS             | Nederland       | Eredivisie            | 11         | 0          | –     | 0     | 0              | 0              | 0      | 0      | 11     | 0      |
| 1957/58         | DOS             | Nederland       | Eredivisie            | 34         | 3          | –     | 0     | 0              | 0              | 0      | 0      | 34     | 3      |
| 1958/59         | DOS             | Nederland       | Eredivisie            | 32         | 0          | –     | 0     | 0              | 0              | 0      | 0      | 32     | 0      |
| 1959/60         | DOS             | Nederland       | Eredivisie            | 34         | 0          | –     | –     | 0              | 0              | 0      | 0      | 34     | 0      |
| 1960/61         | DOS             | Nederland       | Eredivisie            | 33         | 0          | –     | 0     | 0              | 0              | 0      | 0      | 33     | 0      |
| 1961/62         | DOS             | Nederland       | Eredivisie            | 27         | 0          | –     | 0     | 0              | 0              | 0      | 0      | 27     | 0      |
| Carrière totaal | Carrière totaal | Carrière totaal | Carrière totaal       | –          | 30         | –     | 0     | 0              | 0              | 0      | 0      | –      | 30     |